# Beherit
Beherit ist eine der ersten finnischen Black-Metal-Bands.

## Geschichte
Die Band wurde 1989 unter dem Namen Pseudochrist gegründet und später in Beherit umbenannt. Innerhalb eines halben Jahres nahmen sie drei Demos mit den Titeln Seventh Blasphemy, Morbid Rehearsals und Demonomancy auf. Das dritte dieser Demos erregte Aufmerksamkeit bei Turbo Music, die der Band die Aufnahme einer Single mit dem Titel Dawn of Satan’s Millennium ermöglichte. Die vier Lieder dieser Single wurden gemeinsam mit den sieben Liedern des Demonomancy-Demos auf einem Album unter dem Namen The Oath of Black Blood veröffentlicht. Diese Veröffentlichung wird von der Band allerdings nicht als offiziell anerkannt.
1993 wurde das Album Drawing Down the Moon veröffentlicht, das innerhalb der Szene zum Klassiker avancierte.
Danach folgten zwei Alben, die Nuclear Holocausto im Alleingang einspielte und die dem Dark Ambient zuzuordnen sind. 1996 löste er die Band auf.
Im Jahre 2008 nahm Nuclear Holocausto mit Sodomatic Slaughter und den beiden neuen Musikern Sami Tenetz (Thy Serpent) und Abyss die Bandaktivitäten wieder auf und begann die Arbeit an einem neuen Album. Engram erschien schließlich am 9. April 2009 und stieg auf Platz 10 in die finnischen Albumcharts ein. Dieses Album orientiert sich wieder am Black Metal, weicht aber vom Stil der alten Aufnahmen ab. 2011 wurde At the Devil's Studio 1990 veröffentlicht. Hierbei handelt es sich um das verloren geglaubte erste Studio-Album von Beherit, das 1990 aufgenommen wurde. Die Aufnahmen hierzu galten lange Zeit als verschollen und wurden nach 21 Jahren wiederentdeckt. Diese sind im „lärmigen“ Stil der Demos und der Debüt-EP gehalten.

## Name
Der Name Beherit wurde aus Anton Szandor LaVeys Satanischer Bibel übernommen. Dort wird behauptet, Beherit sei ein syrischer Name für Satan; Holocausto Vengeance übernahm diese Behauptung. Im Syrischen existiert dieser Name nicht; es existiert in diversen semitischen Sprachen eine Wurzel bhr ‚scheinen‘ /‚glänzen‘/‚leuchten‘, im Mandäischen neben dieser Wurzel die Bezeichnung bhrt für einen Lichtgeist. Beherit als Teufelsname taucht jedoch in der neuzeitlichen Literatur auf, wo er mitunter auch mit dem Dämon Berith aus der Ars Goetia gleichgesetzt wird. Dessen Name wiederum erinnert an das hebräische בְּרִית ‚Bund‘ wie das gleichbedeutende bryt im samaritanisch-palästinischen Aramäisch.

## Musikstil
Anfangs klang Beherit nach Sarcófago und Death, Sänger Holocausto Vengeance gab außerdem Blasphemy als großen Einfluss an. Der Stil der ersten Aufnahmen wird als primitiv, lärmig und chaotisch beschrieben.
Auf H418ov21.C und Electric Doom Synthesis spielte Holocausto Dark Ambient.
Mit dem Album Engram erfolgte laut Diana Glöckner vom Metal Hammer „die Rückbesinnung auf alte Werte“, das Album biete „besten Black Metal der räudigen Sorte“. Hier spielt die Band laut Glöckners Kollegin Melanie Aschenbrenner  „in bewährter Manier“. Sie bezeichnet die Musik als „Gemetzel“.

## Ideologie
Bezüglich seiner Haltung zum Satanismus äußerte Nuclear Holocausto sich in der ersten Phase Beherits uneinheitlich. Im Psychopathological wies er auf die Satanische Bibel als Quelle für den Namen Beherit hin, verweigerte jedoch Antworten zum Thema. In den 1990er Jahren bezog er sich jedoch auf Elemente des „modernen“ Satanismus nach Anton Szandor LaVey und der von diesem gegründeten Church of Satan (wie die meisten der Nine Satanic Statements) und hatte Verbindungen u. a. zu Kerry Boltons Order of the Left Hand Path. Wegen seiner Nähe zu Ideen der Church of Satan wurde Beherit unter anderem von Varg Vikernes von Burzum, einem Mitglied der damaligen norwegischen Szene, angefeindet; umgekehrt bezeichnete Holocausto die Anti-LaVey-Einstellung beispielsweise der norwegischen Black Metaller als kindisch. Um die Zeit, in der Drawing Down the Moon entstand, interessierte er sich verstärkt für Odinismus und Ásatrú und behauptete, Odinist zu sein. Inzwischen hat er „seit Jahren mit satanischen Organisationen nichts mehr zu tun“.

## Diskografie

### Studioalben
- 1993: Drawing Down the Moon
- 1994: H418ov21.C
- 1995: Electric Doom Synthesis
- 2009: Engram
- 2011: At the Devil’s Studio 1990
- 2020: Bardo Exist

### Demos
- 1990: Seventh Blasphemy
- 1990: Morbid Rehearsals
- 1990: Demonomancy
- 1991: Unreleased Studio Tracks
- 1992: Promo 1992

### EPs
- 1991: Dawn of Satan’s Millennium
- 1991: Beherit / Death Yell (Split mit Death Yell)
- 1993: Messe des morts
- 1999: Messe des morts / Angelcunt (Split mit Archgoat)
- 2012: Celebrate the Dead

### Kompilationen
- 1991: The Oath of Black Blood
- 1999: Beast of Beherit - Complete Workxx

### Sampler-Beiträge
- 1993: Paradise of Thy Demonic Host auf  Vinnum Dei Satanas – The Wine of Satan